# Estilo de Oseberga

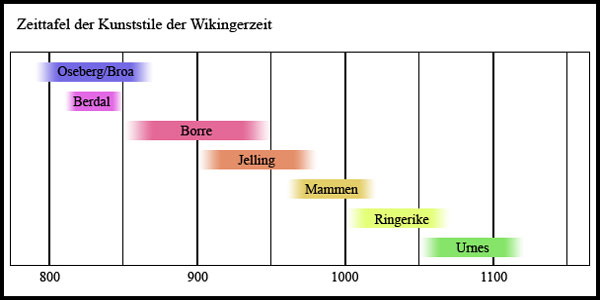
Cronologia dos estilos da arte escandinava da Era viquingue

O estilo de Oseberga, também conhecido como estilo de Oseberga-Broa, caracteriza a primeira fase dos estilos de decoração zoomórfica víquingue. Deve o seu nome ao barco funerário de Oseberga, um drácar descoberto e preservado num extenso campo de enterro perto de Tønsberg, em Vestfold, Noruega, que continha objetos de madeira ricamente decorados. Uma tumba na localidade de Broa, Suécia, detém o mesmo nome.
O motivo característico deste estilo é constituído pelas chamada bestas agarradas (gripping beast), com corpos curvos e relevos em forma de tendrils. Nos seus corpos sobressaem extremidades preênseis que se agarram ao corpo de outro animal ou ao próprio. Os têxteis de Oseberga constituem as poucas peças de tecido que se encontram em estado de conservação da arte víquingue. O estilo foi ainda influenciado por tradições da era de Vendel, que actualmente não é considerado como um estilo independente.
A fase dos estilos ornamentais de figuras animalescas da era víquingue que se sucedeu a esta são designadamente: Borre, Jelling, Mammen, Ringerike e Urnes.

## Galeria

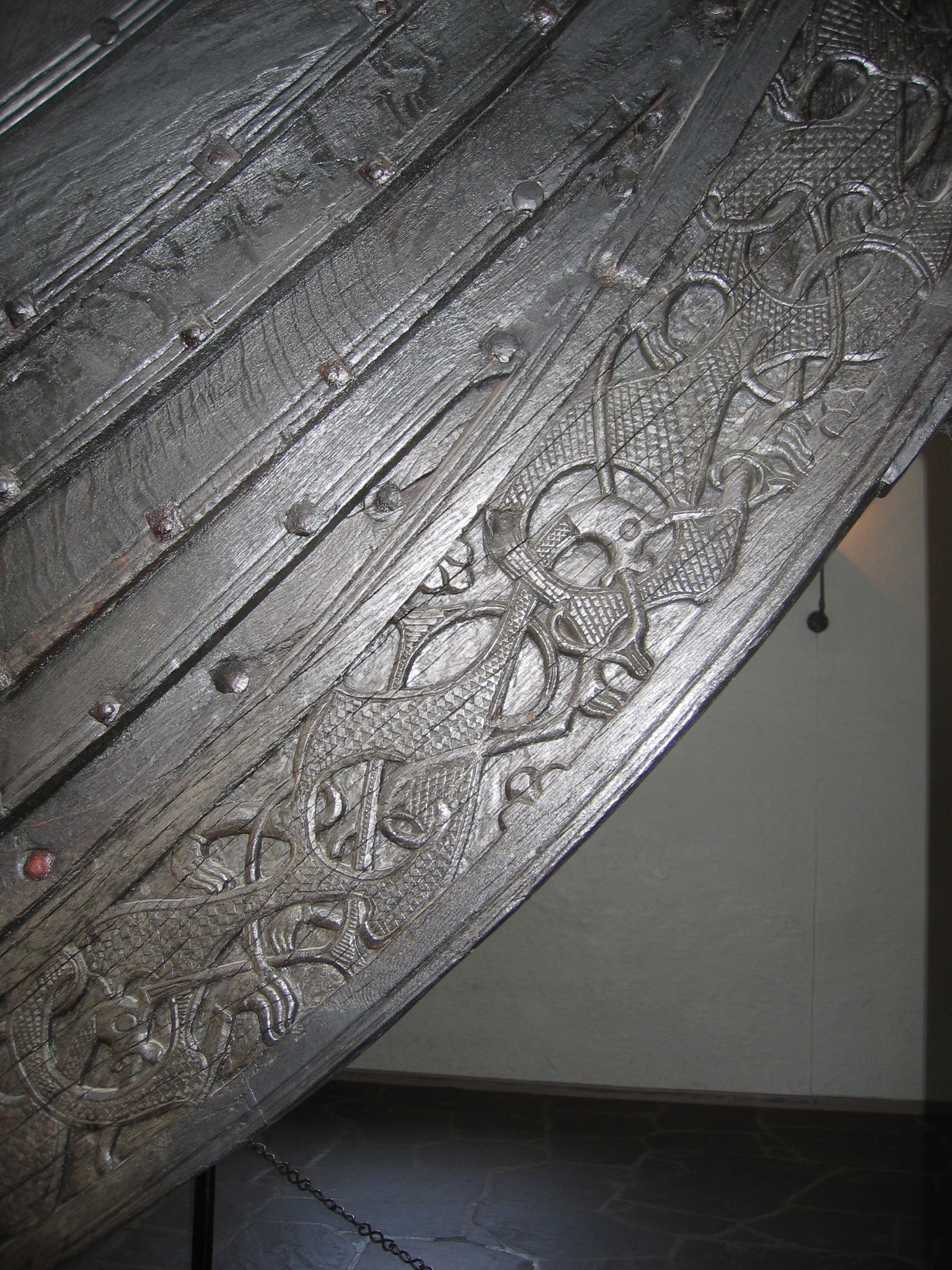
Detalhe do barco de Oseberga.
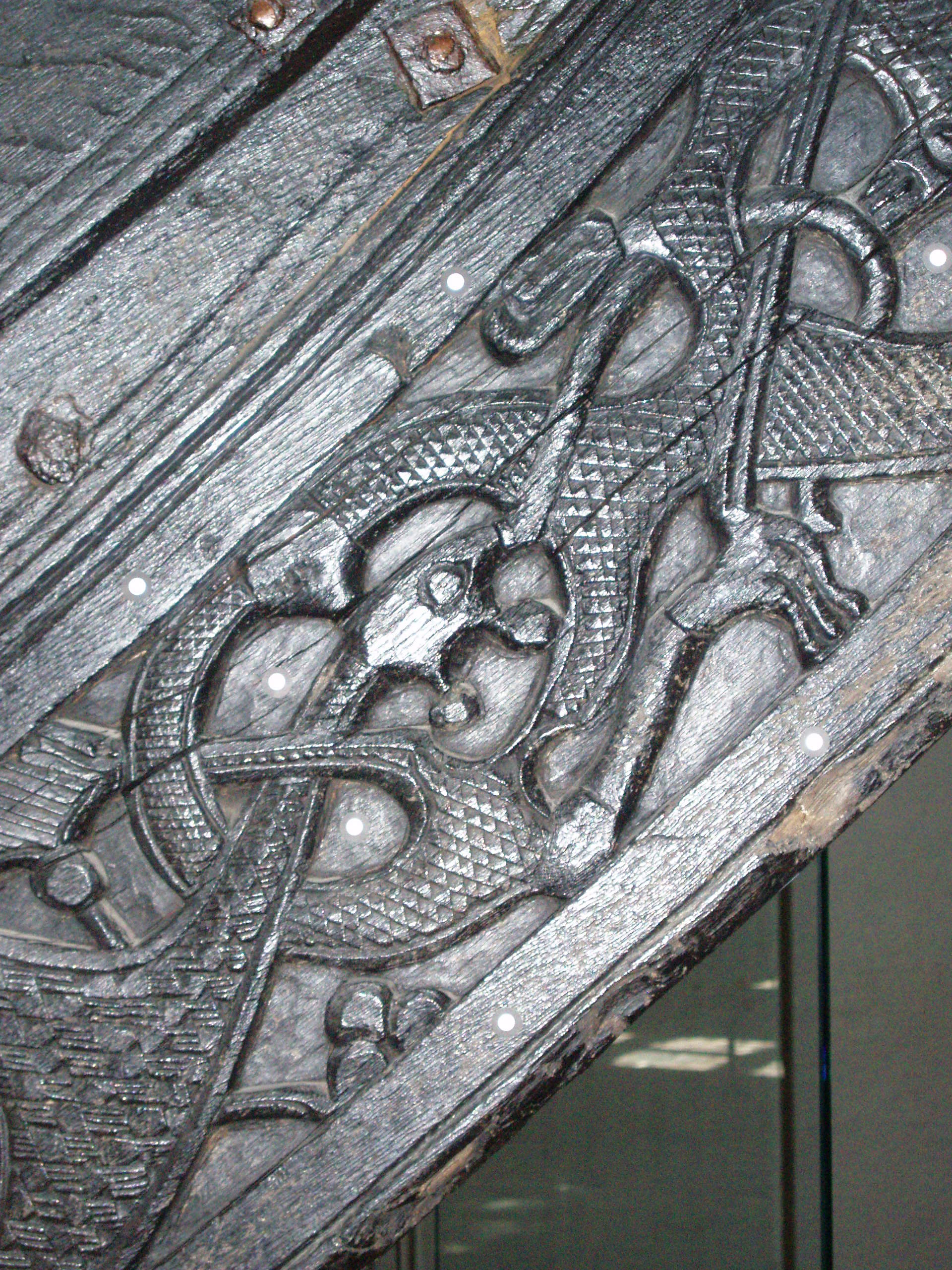
Detalhe da proa.
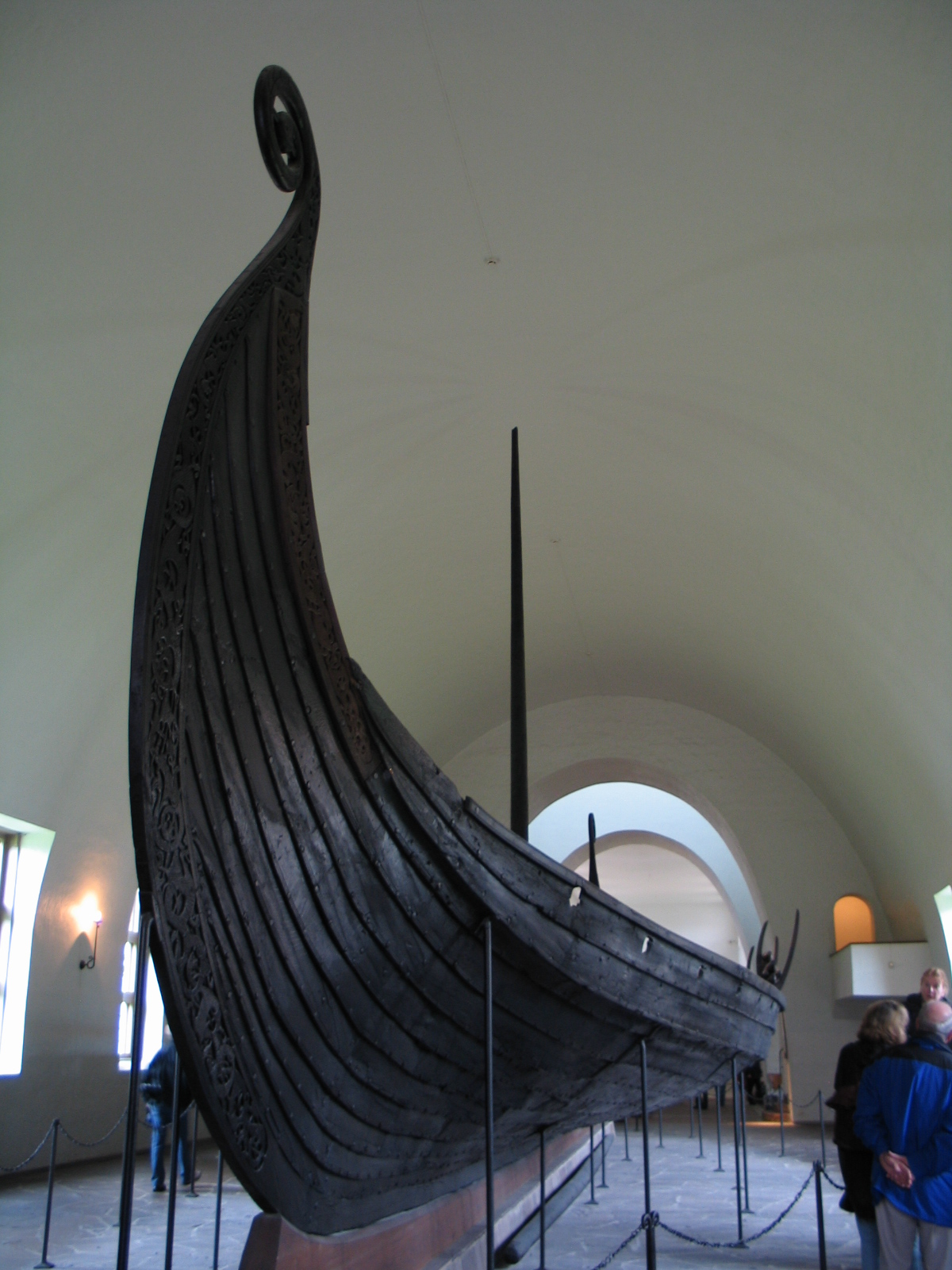
Proa completa.